# Eleições legislativas de 2019 em Castelo Branco

## Resultados Oficiais
| Partido                 | Partido                              | Votos  | %               | +/-   |
| ----------------------- | ------------------------------------ | ------ | --------------- | ----- |
|                         | Partido Socialista                   | 10 683 | 40,10 / 100,00  | 0,69  |
|                         | Partido Social Democrata             | 6 938  | 26,04 / 100,00  | -     |
|                         | Bloco de Esquerda                    | 3 075  | 11,54 / 100,00  | 1,07  |
|                         | CDU - Coligação Democrática Unitária | 1 140  | 4,28 / 100,00   | 0,73  |
|                         | Pessoas–Animais–Natureza             | 826    | 3,10 / 100,00   | 2,05  |
|                         | CDS – Partido Popular                | 804    | 3,02 / 100,00   | -     |
|                         | CHEGA!                               | 485    | 1,82 / 100,00   | Novo  |
|                         | Aliança                              | 277    | 1,04 / 100,00   | Novo  |
|                         | Outros (com menos de 1,00%)          | 1 200  | 4,51 / 100,00   |       |
| Votos Inválidos         | Votos Inválidos                      | 1 215  | 4,56 / 100,00   | 0,47  |
| Total                   | Total                                | 26 643 | 100,00 / 100,00 |       |
| Eleitorado/Participação | Eleitorado/Participação              | 49 029 | 54,34 / 100,00  | 3,51  |
| Fonte                   | Fonte                                | [ 1 ]  | [ 1 ]           | [ 1 ] |

## Resultados por Freguesia
Os resultados seguintes referem-se aos partidos que obtiveram mais de 1,00% dos votos:
| Freguesia                        | %     | %     | %     | %     | %    | %    | %    | %    | Votantes |
| Freguesia                        | PS    | PSD   | BE    | CDU   | PAN  | CDS  | CH   | A    | Votantes |
| -------------------------------- | ----- | ----- | ----- | ----- | ---- | ---- | ---- | ---- | -------- |
| Alcains                          | 44,30 | 20,26 | 13,59 | 4,34  | 2,85 | 2,43 | 1,12 | 0,75 | 2 142    |
| Almaceda                         | 51,32 | 26,16 | 6,29  | 1,99  | 2,65 | 2,32 | 0,33 | 0,66 | 302      |
| Benquerenças                     | 55,26 | 21,05 | 8,19  | 2,34  | 1,75 | 0,88 | 1,17 | 0,58 | 342      |
| Castelo Branco                   | 35,41 | 28,39 | 12,41 | 4,60  | 3,52 | 3,17 | 2,23 | 1,22 | 16 985   |
| Cebolais de Cima e Retaxo        | 50,80 | 13,94 | 11,35 | 7,47  | 3,09 | 2,19 | 1,49 | 0,40 | 1 004    |
| Escalos de Baixo e Mata          | 53,71 | 17,90 | 9,71  | 3,24  | 1,71 | 3,43 | 1,33 | 0,57 | 525      |
| Escalos de Cima e Lousa          | 53,69 | 18,12 | 10,07 | 2,82  | 2,68 | 2,95 | 0,81 | 0,67 | 745      |
| Freixial e Juncal do Campo       | 51,40 | 17,21 | 12,79 | 4,49  | 2,56 | 1,16 | 0,70 | 0,47 | 430      |
| Lardosa                          | 45,08 | 23,85 | 10,07 | 3,94  | 3,50 | 3,06 | 1,75 | 0,44 | 457      |
| Louriçal do Campo                | 57,48 | 22,05 | 5,91  | 2,36  | 1,57 | 5,12 | 0    | 0,39 | 254      |
| Malpica do Tejo                  | 62,56 | 5,21  | 5,69  | 13,27 | 1,42 | 2,84 | 0    | 0    | 211      |
| Monforte da Beira                | 62,14 | 17,14 | 5,71  | 2,14  | 0,71 | 1,43 | 0    | 0,71 | 140      |
| Ninho do Açor e Sobral do Campo  | 46,11 | 22,50 | 8,06  | 3,06  | 1,94 | 4,17 | 2,22 | 0,56 | 360      |
| Póvoa de Rio de Moinhos e Cafede | 44,64 | 20,54 | 9,38  | 2,46  | 2,01 | 4,91 | 2,01 | 1,34 | 448      |
| Salgueiro do Campo               | 47,22 | 23,00 | 9,20  | 2,91  | 1,69 | 2,18 | 2,42 | 1,69 | 413      |
| Santo André das Tojeiras         | 53,22 | 30,53 | 5,32  | 1,96  | 1,68 | 1,68 | 0    | 0    | 357      |
| São Vicente da Beira             | 43,33 | 32,17 | 9,00  | 2,67  | 1,17 | 2,83 | 0,33 | 1,50 | 600      |
| Sarzedas                         | 42,23 | 37,20 | 6,40  | 0,76  | 1,83 | 2,90 | 0,61 | 0,61 | 656      |
| Tinalhas                         | 37,87 | 27,21 | 11,03 | 1,10  | 4,04 | 5,15 | 1,84 | 1,47 | 272      |
| Castelo Branco                   | 40,10 | 26,04 | 11,54 | 4,28  | 3,10 | 3,02 | 1,82 | 1,04 | 26 643   |

#### Alcains
| Partido                 | Partido                              | Votos | %               | +/-  |
| ----------------------- | ------------------------------------ | ----- | --------------- | ---- |
|                         | Partido Socialista                   | 949   | 44,30 / 100,00  | 2,10 |
|                         | Partido Social Democrata             | 434   | 20,26 / 100,00  | -    |
|                         | Bloco de Esquerda                    | 291   | 13,59 / 100,00  | 1,84 |
|                         | CDU - Coligação Democrática Unitária | 93    | 4,34 / 100,00   | 0,49 |
|                         | Pessoas–Animais–Natureza             | 61    | 2,85 / 100,00   | 2,34 |
|                         | CDS – Partido Popular                | 52    | 2,43 / 100,00   | -    |
|                         | LIVRE                                | 27    | 1,26 / 100,00   | 0,84 |
|                         | CHEGA!                               | 24    | 1,12 / 100,00   | Novo |
|                         | Outros (com menos de 1,00%)          | 98    | 4,57 / 100,00   |      |
| Votos Inválidos         | Votos Inválidos                      | 113   | 5,27 / 100,00   | 0,56 |
| Total                   | Total                                | 2 142 | 100,00 / 100,00 |      |
| Eleitorado/Participação | Eleitorado/Participação              | 4 304 | 49,77 / 100,00  | 2,92 |

#### Almaceda
| Partido                 | Partido                                         | Votos | %               | +/-   |
| ----------------------- | ----------------------------------------------- | ----- | --------------- | ----- |
|                         | Partido Socialista                              | 155   | 51,32 / 100,00  | 11,66 |
|                         | Partido Social Democrata                        | 79    | 26,16 / 100,00  | -     |
|                         | Bloco de Esquerda                               | 19    | 6,29 / 100,00   | 0,14  |
|                         | Pessoas–Animais–Natureza                        | 8     | 2,65 / 100,00   | 1,81  |
|                         | CDS – Partido Popular                           | 7     | 2,32 / 100,00   | -     |
|                         | CDU - Coligação Democrática Unitária            | 6     | 1,99 / 100,00   | 1,36  |
|                         | Iniciativa Liberal                              | 4     | 1,32 / 100,00   | Novo  |
|                         | Partido Comunista dos Trabalhadores Portugueses | 4     | 1,32 / 100,00   | 0,48  |
|                         | Outros (com menos de 1,00%)                     | 7     | 2,32 / 100,00   |       |
| Votos Inválidos         | Votos Inválidos                                 | 13    | 4,30 / 100,00   | 0,67  |
| Total                   | Total                                           | 302   | 100,00 / 100,00 |       |
| Eleitorado/Participação | Eleitorado/Participação                         | 614   | 49,19 / 100,00  | 0,61  |

#### Benquerenças
| Partido                 | Partido                              | Votos | %               | +/-  |
| ----------------------- | ------------------------------------ | ----- | --------------- | ---- |
|                         | Partido Socialista                   | 189   | 55,26 / 100,00  | 6,18 |
|                         | Partido Social Democrata             | 72    | 21,05 / 100,00  | -    |
|                         | Bloco de Esquerda                    | 28    | 8,19 / 100,00   | 2,05 |
|                         | CDU - Coligação Democrática Unitária | 8     | 2,34 / 100,00   | 0,81 |
|                         | Pessoas–Animais–Natureza             | 6     | 1,75 / 100,00   | 1,23 |
|                         | CHEGA!                               | 4     | 1,17 / 100,00   | Novo |
|                         | Outros (com menos de 1,00%)          | 18    | 5,26 / 100,00   |      |
| Votos Inválidos         | Votos Inválidos                      | 17    | 4,97 / 100,00   | 0,01 |
| Total                   | Total                                | 342   | 100,00 / 100,00 |      |
| Eleitorado/Participação | Eleitorado/Participação              | 555   | 61,62 / 100,00  | 2,96 |

#### Castelo Branco
| Partido                 | Partido                              | Votos  | %               | +/-  |
| ----------------------- | ------------------------------------ | ------ | --------------- | ---- |
|                         | Partido Socialista                   | 6 015  | 35,41 / 100,00  | 2,10 |
|                         | Partido Social Democrata             | 4 822  | 28,39 / 100,00  | -    |
|                         | Bloco de Esquerda                    | 2 107  | 12,41 / 100,00  | 0,89 |
|                         | CDU - Coligação Democrática Unitária | 781    | 4,60 / 100,00   | 0,35 |
|                         | Pessoas–Animais–Natureza             | 598    | 3,52 / 100,00   | 2,27 |
|                         | CDS – Partido Popular                | 538    | 3,17 / 100,00   | -    |
|                         | CHEGA!                               | 379    | 2,23 / 100,00   | Novo |
|                         | Aliança                              | 207    | 1,22 / 100,00   | Novo |
|                         | LIVRE                                | 181    | 1,07 / 100,00   | 0,49 |
|                         | Outros (com menos de 1,00%)          | 607    | 3,58 / 100,00   |      |
| Votos Inválidos         | Votos Inválidos                      | 750    | 4,42 / 100,00   | 0,39 |
| Total                   | Total                                | 16 985 | 100,00 / 100,00 |      |
| Eleitorado/Participação | Eleitorado/Participação              | 31 339 | 54,20 / 100,00  | 3,55 |

#### Cebolais de Cima e Retaxo
| Partido                 | Partido                                         | Votos | %               | +/-  |
| ----------------------- | ----------------------------------------------- | ----- | --------------- | ---- |
|                         | Partido Socialista                              | 510   | 50,80 / 100,00  | 3,66 |
|                         | Partido Social Democrata                        | 140   | 13,94 / 100,00  | -    |
|                         | Bloco de Esquerda                               | 114   | 11,35 / 100,00  | 1,41 |
|                         | CDU - Coligação Democrática Unitária            | 75    | 7,47 / 100,00   | 3,38 |
|                         | Pessoas–Animais–Natureza                        | 31    | 3,09 / 100,00   | 1,85 |
|                         | CDS – Partido Popular                           | 22    | 2,19 / 100,00   | -    |
|                         | CHEGA!                                          | 15    | 1,49 / 100,00   | Novo |
|                         | Partido Comunista dos Trabalhadores Portugueses | 14    | 1,39 / 100,00   | 0,60 |
|                         | LIVRE                                           | 10    | 1,00 / 100,00   | 0,75 |
|                         | Reagir Incluir Reciclar                         | 10    | 1,00 / 100,00   | Novo |
|                         | Outros (com menos de 1,00%)                     | 23    | 2,29 / 100,00   |      |
| Votos Inválidos         | Votos Inválidos                                 | 40    | 3,98 / 100,00   | 0,83 |
| Total                   | Total                                           | 1 004 | 100,00 / 100,00 |      |
| Eleitorado/Participação | Eleitorado/Participação                         | 1 644 | 61,07 / 100,00  | 6,21 |

#### Escalos de Baixo e Mato
| Partido                 | Partido                              | Votos | %               | +/-  |
| ----------------------- | ------------------------------------ | ----- | --------------- | ---- |
|                         | Partido Socialista                   | 282   | 53,71 / 100,00  | 1,90 |
|                         | Partido Social Democrata             | 94    | 17,90 / 100,00  | -    |
|                         | Bloco de Esquerda                    | 51    | 9,71 / 100,00   | 0,80 |
|                         | CDS – Partido Popular                | 18    | 3,43 / 100,00   | -    |
|                         | CDU - Coligação Democrática Unitária | 17    | 3,24 / 100,00   | 0,54 |
|                         | Pessoas–Animais–Natureza             | 9     | 1,71 / 100,00   | 0,95 |
|                         | CHEGA!                               | 7     | 1,33 / 100,00   | Novo |
|                         | Outros (com menos de 1,00%)          | 23    | 4,38 / 100,00   |      |
| Votos Inválidos         | Votos Inválidos                      | 24    | 4,57 / 100,00   | 0,79 |
| Total                   | Total                                | 525   | 100,00 / 100,00 |      |
| Eleitorado/Participação | Eleitorado/Participação              | 1 060 | 49,53 / 100,00  | 6,76 |

#### Escalos de Cima e Lousa
| Partido                 | Partido                              | Votos | %               | +/-  |
| ----------------------- | ------------------------------------ | ----- | --------------- | ---- |
|                         | Partido Socialista                   | 400   | 53,69 / 100,00  | 2,06 |
|                         | Partido Social Democrata             | 135   | 18,12 / 100,00  | -    |
|                         | Bloco de Esquerda                    | 75    | 10,07 / 100,00  | 0,81 |
|                         | CDS – Partido Popular                | 22    | 2,95 / 100,00   | -    |
|                         | CDU - Coligação Democrática Unitária | 21    | 2,82 / 100,00   | 2,41 |
|                         | Pessoas–Animais–Natureza             | 20    | 2,68 / 100,00   | 1,81 |
|                         | Outros (com menos de 1,00%)          | 37    | 4,97 / 100,00   |      |
| Votos Inválidos         | Votos Inválidos                      | 35    | 4,70 / 100,00   | 0,45 |
| Total                   | Total                                | 745   | 100,00 / 100,00 |      |
| Eleitorado/Participação | Eleitorado/Participação              | 1 348 | 55,27 / 100,00  | 4,73 |

#### Freixial e Juncal do Campo
| Partido                 | Partido                              | Votos | %               | +/-  |
| ----------------------- | ------------------------------------ | ----- | --------------- | ---- |
|                         | Partido Socialista                   | 221   | 51,40 / 100,00  | 7,09 |
|                         | Partido Social Democrata             | 74    | 17,21 / 100,00  | -    |
|                         | Bloco de Esquerda                    | 55    | 12,79 / 100,00  | 1,22 |
|                         | CDU - Coligação Democrática Unitária | 19    | 4,42 / 100,00   | 0,48 |
|                         | Pessoas–Animais–Natureza             | 11    | 2,56 / 100,00   | 1,38 |
|                         | CDS – Partido Popular                | 5     | 1,16 / 100,00   | -    |
|                         | Outros (com menos de 1,00%)          | 19    | 4,42 / 100,00   |      |
| Votos Inválidos         | Votos Inválidos                      | 26    | 6,05 / 100,00   | 1,34 |
| Total                   | Total                                | 430   | 100,00 / 100,00 |      |
| Eleitorado/Participação | Eleitorado/Participação              | 691   | 62,23 / 100,00  | 2,57 |

#### Lardosa
| Partido                 | Partido                              | Votos | %               | +/-  |
| ----------------------- | ------------------------------------ | ----- | --------------- | ---- |
|                         | Partido Socialista                   | 206   | 45,08 / 100,00  | 1,66 |
|                         | Partido Social Democrata             | 109   | 23,85 / 100,00  | -    |
|                         | Bloco de Esquerda                    | 46    | 10,07 / 100,00  | 1,43 |
|                         | CDU - Coligação Democrática Unitária | 18    | 3,94 / 100,00   | 3,47 |
|                         | Pessoas–Animais–Natureza             | 16    | 3,50 / 100,00   | 1,85 |
|                         | CDS – Partido Popular                | 14    | 3,06 / 100,00   | -    |
|                         | LIVRE                                | 11    | 2,41 / 100,00   | 2,20 |
|                         | CHEGA!                               | 8     | 1,75 / 100,00   | Novo |
|                         | Partido Nacional Renovador           | 5     | 1,09 / 100,00   | 0,47 |
|                         | Outros (com menos de 1,00%)          | 14    | 3,07 / 100,00   |      |
| Votos Inválidos         | Votos Inválidos                      | 10    | 2,19 / 100,00   | 0,96 |
| Total                   | Total                                | 457   | 100,00 / 100,00 |      |
| Eleitorado/Participação | Eleitorado/Participação              | 847   | 53,96 / 100,00  | 1,52 |

#### Louriçal do Campo
| Partido                 | Partido                              | Votos | %               | +/-  |
| ----------------------- | ------------------------------------ | ----- | --------------- | ---- |
|                         | Partido Socialista                   | 146   | 57,48 / 100,00  | 4,68 |
|                         | Partido Social Democrata             | 56    | 22,05 / 100,00  | -    |
|                         | Bloco de Esquerda                    | 15    | 5,91 / 100,00   | 1,87 |
|                         | CDS – Partido Popular                | 13    | 5,12 / 100,00   | -    |
|                         | CDU - Coligação Democrática Unitária | 6     | 2,36 / 100,00   | 1,06 |
|                         | Pessoas–Animais–Natureza             | 4     | 1,57 / 100,00   | 1,26 |
|                         | Outros (com menos de 1,00%)          | 5     | 1,96 / 100,00   |      |
| Votos Inválidos         | Votos Inválidos                      | 9     | 3,54 / 100,00   | 1,68 |
| Total                   | Total                                | 254   | 100,00 / 100,00 |      |
| Eleitorado/Participação | Eleitorado/Participação              | 494   | 51,42 / 100,00  | 3,62 |

#### Malpica do Tejo
| Partido                 | Partido                                         | Votos | %               | +/-  |
| ----------------------- | ----------------------------------------------- | ----- | --------------- | ---- |
|                         | Partido Socialista                              | 132   | 62,56 / 100,00  | 0,24 |
|                         | CDU - Coligação Democrática Unitária            | 28    | 13,27 / 100,00  | 1,87 |
|                         | Bloco de Esquerda                               | 12    | 5,69 / 100,00   | 1,82 |
|                         | Partido Social Democrata                        | 11    | 5,21 / 100,00   | -    |
|                         | CDS – Partido Popular                           | 6     | 2,84 / 100,00   | -    |
|                         | Partido Comunista dos Trabalhadores Portugueses | 4     | 1,90 / 100,00   | 0,49 |
|                         | Pessoas–Animais–Natureza                        | 3     | 1,42 / 100,00   | 1,07 |
|                         | Partido Nacional Renovador                      | 3     | 1,42 / 100,00   | 1,07 |
|                         | Outros (com menos de 1,00%)                     | 3     | 1,42 / 100,00   |      |
| Votos Inválidos         | Votos Inválidos                                 | 9     | 4,27 / 100,00   | 1,45 |
| Total                   | Total                                           | 211   | 100,00 / 100,00 |      |
| Eleitorado/Participação | Eleitorado/Participação                         | 392   | 53,83 / 100,00  | 5,83 |

#### Monforte da Beira
| Partido                 | Partido                              | Votos | %               | +/-  |
| ----------------------- | ------------------------------------ | ----- | --------------- | ---- |
|                         | Partido Socialista                   | 87    | 62,14 / 100,00  | 1,29 |
|                         | Partido Social Democrata             | 24    | 17,14 / 100,00  | -    |
|                         | Bloco de Esquerda                    | 8     | 5,71 / 100,00   | 5,14 |
|                         | CDU - Coligação Democrática Unitária | 3     | 2,14 / 100,00   | 0,15 |
|                         | CDS – Partido Popular                | 2     | 1,43 / 100,00   | -    |
|                         | Iniciativa Liberal                   | 2     | 1,43 / 100,00   | Novo |
|                         | Partido Popular Monárquico           | 2     | 1,43 / 100,00   | 1,43 |
|                         | Outros (com menos de 1,00%)          | 4     | 2,85 / 100,00   |      |
| Votos Inválidos         | Votos Inválidos                      | 8     | 5,71 / 100,00   | 0,01 |
| Total                   | Total                                | 140   | 100,00 / 100,00 |      |
| Eleitorado/Participação | Eleitorado/Participação              | 299   | 46,82 / 100,00  | 7,03 |

#### Ninho do Açor e Sobral do Campo
| Partido                 | Partido                              | Votos | %               | +/-  |
| ----------------------- | ------------------------------------ | ----- | --------------- | ---- |
|                         | Partido Socialista                   | 166   | 46,11 / 100,00  | 0,33 |
|                         | Partido Social Democrata             | 81    | 22,50 / 100,00  | -    |
|                         | Bloco de Esquerda                    | 29    | 8,06 / 100,00   | 1,23 |
|                         | CDS – Partido Popular                | 15    | 4,17 / 100,00   | -    |
|                         | CDU - Coligação Democrática Unitária | 11    | 3,06 / 100,00   | 0,25 |
|                         | CHEGA!                               | 8     | 2,22 / 100,00   | Novo |
|                         | Pessoas–Animais–Natureza             | 7     | 1,94 / 100,00   | 1,51 |
|                         | Outros (com menos de 1,00%)          | 19    | 5,28 / 100,00   |      |
| Votos Inválidos         | Votos Inválidos                      | 24    | 6,66 / 100,00   | 2,34 |
| Total                   | Total                                | 360   | 100,00 / 100,00 |      |
| Eleitorado/Participação | Eleitorado/Participação              | 684   | 52,63 / 100,00  | 6,28 |

#### Póvoa de Rio de Moinhos e Cafede
| Partido                 | Partido                              | Votos | %               | +/-  |
| ----------------------- | ------------------------------------ | ----- | --------------- | ---- |
|                         | Partido Socialista                   | 200   | 44,64 / 100,00  | 1,89 |
|                         | Partido Social Democrata             | 92    | 20,54 / 100,00  | -    |
|                         | Bloco de Esquerda                    | 42    | 9,38 / 100,00   | 0,71 |
|                         | CDS – Partido Popular                | 22    | 4,91 / 100,00   | -    |
|                         | CDU - Coligação Democrática Unitária | 11    | 2,46 / 100,00   | 1,03 |
|                         | Pessoas–Animais–Natureza             | 9     | 2,01 / 100,00   | 1,83 |
|                         | CHEGA!                               | 9     | 2,01 / 100,00   | Novo |
|                         | Partido Popular Monárquico           | 9     | 2,01 / 100,00   | 1,46 |
|                         | Aliança                              | 6     | 1,34 / 100,00   | Novo |
|                         | Outros (com menos de 1,00%)          | 19    | 4,24 / 100,00   |      |
| Votos Inválidos         | Votos Inválidos                      | 29    | 6,47 / 100,00   | 0,78 |
| Total                   | Total                                | 448   | 100,00 / 100,00 |      |
| Eleitorado/Participação | Eleitorado/Participação              | 795   | 56,35 / 100,00  | 5,94 |

#### Salgueiro do Campo
| Partido                 | Partido                              | Votos | %               | +/-  |
| ----------------------- | ------------------------------------ | ----- | --------------- | ---- |
|                         | Partido Socialista                   | 195   | 47,22 / 100,00  | 3,57 |
|                         | Partido Social Democrata             | 95    | 23,00 / 100,00  | -    |
|                         | Bloco de Esquerda                    | 38    | 9,20 / 100,00   | 1,05 |
|                         | CDU - Coligação Democrática Unitária | 12    | 2,91 / 100,00   | 2,42 |
|                         | CHEGA!                               | 10    | 2,42 / 100,00   | Novo |
|                         | CDS – Partido Popular                | 9     | 2,18 / 100,00   | -    |
|                         | Aliança                              | 7     | 1,69 / 100,00   | Novo |
|                         | Pessoas–Animais–Natureza             | 6     | 1,45 / 100,00   | 0,63 |
|                         | Outros (com menos de 1,00%)          | 9     | 2,18 / 100,00   |      |
| Votos Inválidos         | Votos Inválidos                      | 33    | 7,99 / 100,00   | 3,48 |
| Total                   | Total                                | 413   | 100,00 / 100,00 |      |
| Eleitorado/Participação | Eleitorado/Participação              | 680   | 60,74 / 100,00  | 2,47 |

#### Santo André das Tojeiras
| Partido                 | Partido                              | Votos | %               | +/-  |
| ----------------------- | ------------------------------------ | ----- | --------------- | ---- |
|                         | Partido Socialista                   | 190   | 53,22 / 100,00  | 6,55 |
|                         | Partido Social Democrata             | 109   | 30,53 / 100,00  | -    |
|                         | Bloco de Esquerda                    | 19    | 5,32 / 100,00   | 3,02 |
|                         | CDU - Coligação Democrática Unitária | 7     | 1,96 / 100,00   | 0,81 |
|                         | CDS – Partido Popular                | 6     | 1,68 / 100,00   | -    |
|                         | Pessoas–Animais–Natureza             | 6     | 1,68 / 100,00   | 1,68 |
|                         | Outros (com menos de 1,00%)          | 10    | 2,80 / 100,00   |      |
| Votos Inválidos         | Votos Inválidos                      | 10    | 2,80 / 100,00   | 2,26 |
| Total                   | Total                                | 357   | 100,00 / 100,00 |      |
| Eleitorado/Participação | Eleitorado/Participação              | 625   | 57,12 / 100,00  | 1,43 |

#### São Vicente da Beira
| Partido                 | Partido                                         | Votos | %               | +/-  |
| ----------------------- | ----------------------------------------------- | ----- | --------------- | ---- |
|                         | Partido Socialista                              | 260   | 43,33 / 100,00  | 4,00 |
|                         | Partido Social Democrata                        | 193   | 32,17 / 100,00  | -    |
|                         | Bloco de Esquerda                               | 54    | 9,00 / 100,00   | 1,25 |
|                         | CDS – Partido Popular                           | 17    | 2,83 / 100,00   | -    |
|                         | CDU - Coligação Democrática Unitária            | 16    | 2,67 / 100,00   | 1,28 |
|                         | Aliança                                         | 9     | 1,50 / 100,00   | Novo |
|                         | LIVRE                                           | 8     | 1,33 / 100,00   | 0,75 |
|                         | Pessoas–Animais–Natureza                        | 7     | 1,17 / 100,00   | 0,88 |
|                         | Partido Comunista dos Trabalhadores Portugueses | 6     | 1,00 / 100,00   | 0,32 |
|                         | Outros (com menos de 1,00%)                     | 12    | 2,00 / 100,00   |      |
| Votos Inválidos         | Votos Inválidos                                 | 18    | 3,00 / 100,00   | 1,10 |
| Total                   | Total                                           | 600   | 100,00 / 100,00 |      |
| Eleitorado/Participação | Eleitorado/Participação                         | 1 093 | 54,89 / 100,00  | 0,17 |

#### Sarzedas
| Partido                 | Partido                     | Votos | %               | +/-  |
| ----------------------- | --------------------------- | ----- | --------------- | ---- |
|                         | Partido Socialista          | 277   | 42,23 / 100,00  | 6,31 |
|                         | Partido Social Democrata    | 244   | 37,20 / 100,00  | -    |
|                         | Bloco de Esquerda           | 42    | 6,40 / 100,00   | 1,69 |
|                         | CDS – Partido Popular       | 19    | 2,90 / 100,00   | -    |
|                         | Pessoas–Animais–Natureza    | 12    | 1,83 / 100,00   | 0,56 |
|                         | Outros (com menos de 1,00%) | 27    | 4,25 / 100,00   |      |
| Votos Inválidos         | Votos Inválidos             | 35    | 5,33 / 100,00   | 1,76 |
| Total                   | Total                       | 656   | 100,00 / 100,00 |      |
| Eleitorado/Participação | Eleitorado/Participação     | 1 075 | 61,02 / 100,00  | 0,02 |

#### Tinalhas
| Partido                 | Partido                                         | Votos | %               | +/-  |
| ----------------------- | ----------------------------------------------- | ----- | --------------- | ---- |
|                         | Partido Socialista                              | 103   | 37,87 / 100,00  | 3,82 |
|                         | Partido Social Democrata                        | 74    | 27,21 / 100,00  | -    |
|                         | Bloco de Esquerda                               | 30    | 11,03 / 100,00  | 2,13 |
|                         | CDS – Partido Popular                           | 14    | 5,15 / 100,00   | -    |
|                         | Pessoas–Animais–Natureza                        | 11    | 4,04 / 100,00   | 2,81 |
|                         | Partido Unido dos Reformados e Pensionistas     | 6     | 2,21 / 100,00   | 1,90 |
|                         | CHEGA!                                          | 5     | 1,84 / 100,00   | Novo |
|                         | Aliança                                         | 4     | 1,47 / 100,00   | Novo |
|                         | CDU - Coligação Democrática Unitária            | 3     | 1,10 / 100,00   | 4,11 |
|                         | LIVRE                                           | 3     | 1,10 / 100,00   | 0,79 |
|                         | Partido Comunista dos Trabalhadores Portugueses | 3     | 1,10 / 100,00   | 2,27 |
|                         | Outros (com menos de 1,00%)                     | 4     | 1,47 / 100,00   |      |
| Votos Inválidos         | Votos Inválidos                                 | 12    | 4,41 / 100,00   | 0,50 |
| Total                   | Total                                           | 272   | 100,00 / 100,00 |      |
| Eleitorado/Participação | Eleitorado/Participação                         | 490   | 55,51 / 100,00  | 1,78 |